# Seis días de Saint Louis
Los Seis días de Saint Louis era una carrera de ciclismo en pista, de la modalidad de seis días, que se disputaba en Saint Louis (Estados Unidos). Su primera edición data de 1913 y se disputó hasta 1937 con cuatro ediciones.

## Palmarés
| Año       | Ganadores                  | Segundos                    | Terceros                         |
| --------- | -------------------------- | --------------------------- | -------------------------------- |
| 1913      | Willy Coburn Floyd Krebs   | George Cameron Bill Loftes  | Walter De Mara Ray Dieffenbacher |
| 1914-1932 | ediciones no realizadas    |                             |                                  |
| 1933      | William Peden Henri Lepage | Tony Shaller Charles Winter | Otto Petri Freddy Zach           |
| 1934      | edición no realizada       |                             |                                  |
| 1935      | Hans Carpus Charles Winter | Tony Shaller Bob Walthour   | Harold Nauwens Jack Sheehan      |
| 1936      | edición no realizada       |                             |                                  |
| 1937      | Gustav Kilian Heinz Vopel  | Henry O'Brien Jack Sheehan  | Fred Ottevaire Charles Winter    |